# Stanislas Julien
Stanislas Aignan Julien (13 de abril de 1797 – 14 de fevereiro de 1873) foi um sinólogo, acadêmico e professor francês que atuou como catedrático de mandarim no Collège de France por mais de 40 anos sendo um dos mais respeitados na academia francesa.
Foi o principal estudioso europeu sobre a sociedade e cultura chinesa durante o século XIX.